# いずみ観光
いずみ観光株式会社（いずみかんこう）は、愛媛県今治市に本社を置き、貸切バス事業やタクシー事業などを行っている企業。

## 事業所
- 本社営業所 - 愛媛県今治市上徳乙216-4
- 高橋営業所 - 愛媛県今治市高橋甲５７２－１
- 松山営業所 - 愛媛県松山市水泥町９６－１

## 沿革
- 1969年 - 「有限会社いずみタクシー」として設立。
- 1971年 - タクシー事業を開始[1]。
- 1982年 - いずみ観光有限会社に商号変更。
- 1989年 - 一般貸切旅客自動車運送事業の免許取得[1]。
- 1990年 - 「いずみ観光株式会社」に組織変更。
- 2003年 - 松山空港へのリムジンバスの運行開始[2]。
- 2020年 - 松山空港とありがとうサービス. 夢スタジアムを結ぶ直結バス「夢スタ直行GO」（松山空港線）運行開始。
- 2021年 - 夢スタ直行GO（今治駅前線）運行開始。

## 路線

### 空港リムジンバス
- 休暇村瀬戸内東予 - 湯ノ浦 - 今治国際ホテル - 今治駅  - 太陽石油 - 菊間町遍照院 - 松山空港
  - 完全予約制となっている。
  - 上り便（松山空港行）は途中下車不可、下り便（西条・今治行）は途中乗車不可となっている。

### 廃止路線
里山S直行GO
FC今治のホームゲーム試合日に合わせて運行されている。今治駅前線は予約不要であるが、松山空港線は予約制となっている。
2023年に今治里山スタジアム完成に伴い、発着地がありがとうサービス. 夢スタジアムから今治里山スタジアムに変更となった。名称も「夢スタ直行GO」から「里山S直行GO」に変更された。乗務員の不足などから、2023年シーズンを持って今治駅前線・松山空港線共に運行廃止となった。
- 今治駅前線
  - しまなみ温泉喜助の湯（JR今治駅前） - 今治里山スタジアム
- 松山空港線
  - 松山空港 - 今治里山スタジアム

## グループ会社
- いずみ交通有限会社（タクシー事業）